# (7379) Naoyaimae
(7379) Naoyaimae est un astéroïde de la ceinture principale.

## Description
(7379) Naoyaimae est un astéroïde de la ceinture principale. Il fut découvert le 1er mars 1981 à Siding Spring par Schelte J. Bus. Il présente une orbite caractérisée par un demi-grand axe de 2,67 UA, une excentricité de 0,12 et une inclinaison de 2,7° par rapport à l'écliptique.

## Compléments